# Parada do Monte
Parada do Monte ist ein Ort und eine ehemalige Gemeinde (Freguesia) im nordportugiesischen Kreis Melgaço.

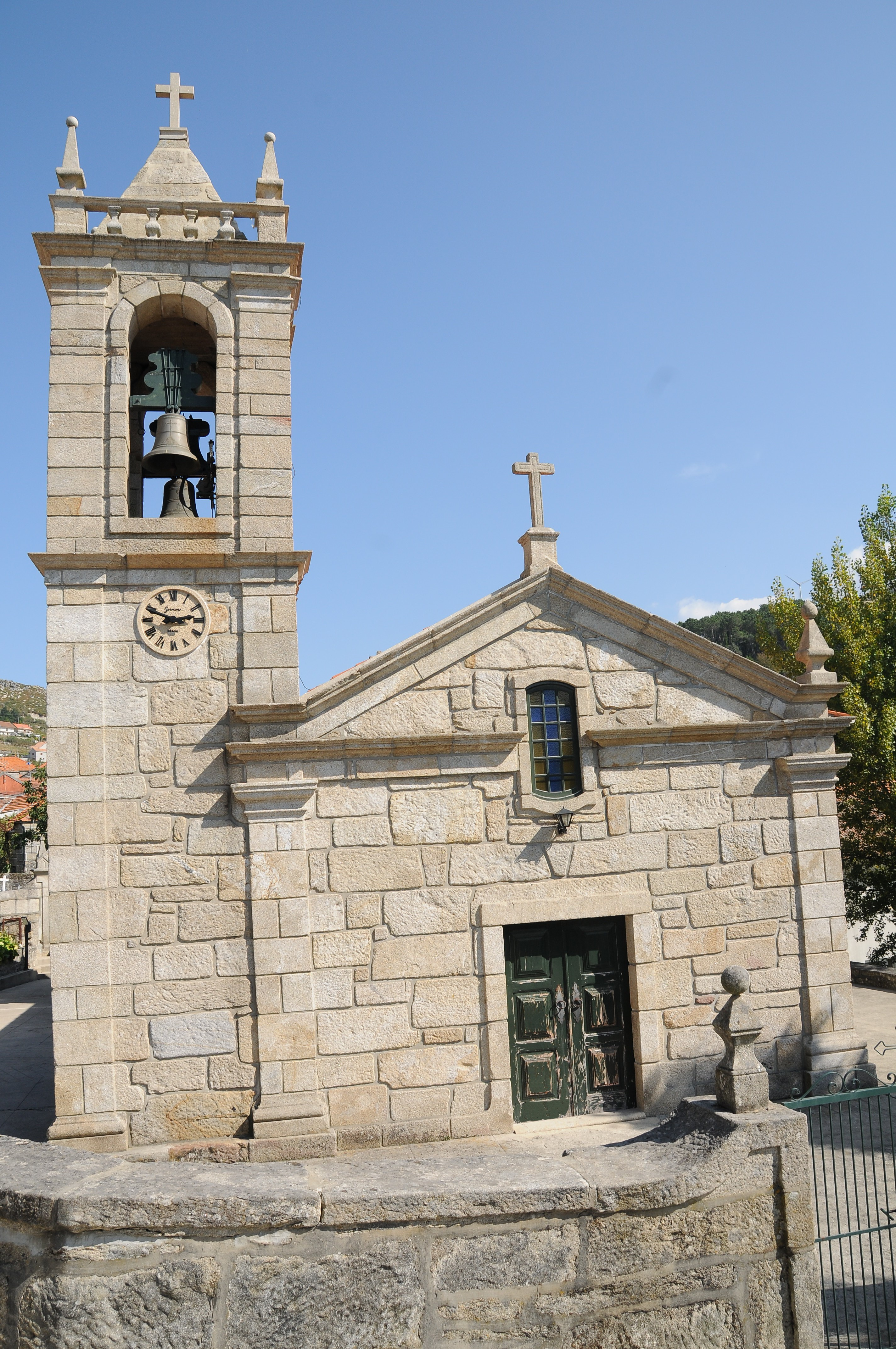
Kirche von Parada do Monte

 Die Gemeinde hatte 370 Einwohner (Stand 30. Juni 2011).
Am 29. September 2013 wurden die Gemeinden Parada do Monte und Cubalhão zur neuen Gemeinde União das Freguesias de Parada do Monte e Cubalhão zusammengeschlossen. Parada do Monte ist Sitz dieser neu gebildeten Gemeinde.